# 超アリーナツアー2024 SUPER EIGHT
- SUPER EIGHT
  - SUPER EIGHTのライブ一覧 > 超アリーナツアー2024 SUPER EIGHT
  - SUPER EIGHT (アルバム) > 超アリーナツアー2024 SUPER EIGHT
  - SUPER EIGHT (アルバム) > 超ARENA TOUR 2024 SUPER EIGHT

『超アリーナツアー2024 SUPER EIGHT』（スーパーアリーナツアー2024 スーパーエイト）は、2024年8月9日から同年11月3日にかけて開催されたSUPER EIGHTのライブツアー。『超ARENA TOUR 2024 SUPER EIGHT』（読み同じ）のタイトルで、2025年5月14日にINFINITY RECORDSから23枚目のライブBlu-ray/DVDとして発売された。

## 概要

### ライブツアー
- 本ツアーは、11thアルバム『SUPER EIGHT』を引っ提げ、2024年8月9日から同年11月3日にかけて全国6か所16公演で開催されたアリーナツアーである[1][2][3][28][22][23]。
  - 当初は同年8月31日・9月1日の静岡・エコパアリーナ公演を含めて全国7か所18公演の予定だったが[1][2][3]、台風10号の影響により公演中止となった[4][5][6]。
- 2024年2月4日よりグループ名を「関ジャニ∞」から「SUPER EIGHT」に改名したため、本ツアーが「SUPER EIGHT」名義で初のツアーとなる[29][30][22]。
- 本ツアーの開催は、関ジャニ∞名義で2023年に開催された前回のワンマンライブ『KANJANI∞ 20FES 〜前夜祭〜』にて発表された[31][32][33]。
- 本ツアーでは、アルバム『SUPER EIGHT』の収録曲を中心に、エネルギッシュなバンド曲から大人の魅力あふれるダンス曲、5人の歌声が引き立つバラードなど、バラエティ豊かなセットリストでアンコールを含む全25曲が披露された[21][28][34][23]。
  - 本ツアーの千秋楽である北海道・真駒内セキスイハイムアイスアリーナ公演（2024年11月3日開催）のみWアンコールとして「ひとつのうた」が追加披露され、同曲を含めた全26曲が披露された[35][36][37]。
- 本ツアーのテーマはアルバム『SUPER EIGHT』と同様に「1000年後の未来から来たSUPER HERO」となっており、映像や演出などを通じて随所に未来感が演出されている[21][28][22][23]。
- 本ツアーのCDおよび映像作品販売ブースにて、SUPER EIGHTのCD（シングル・アルバム）またはBlu-ray[注 5]をいずれか1点購入するごとに1枚（1人3枚まで）、「時空のトラブルおまかせあれ!ステッカー」が配布された[38]。

### 映像作品
- 2024年2月4日よりグループ名を「関ジャニ∞」から「SUPER EIGHT」に改名したため[39]、本作が「SUPER EIGHT」名義で初の映像作品となる[注 6]。
- 本作は完（CAN）全生産限定盤、初回限定盤、通常盤（各Blu-ray/DVD）の6形態で発売。
- 本作には、2024年10月10日に開催された神奈川・横浜アリーナ公演の模様を収録[24][25][26][27]。
- 完（CAN）全生産限定盤・初回限定盤には特典映像を収録した特典Blu-ray/DVDを付属。
  - 完（CAN）全生産限定盤・初回限定盤共通で、全7曲のマルチアングルを収録[24][25][26][27]。
  - 完（CAN）全生産限定盤には、千秋楽公演でのみWアンコールとして披露された「ひとつのうた」を含む本ツアーのメイキング映像「Behind the scenes」のほか、2024年9月14日に出演した野外音楽フェスティバル『ROCK IN JAPAN FESTIVAL 2024 in HITACHINAKA』のライブ映像を収録[24][25][26][27][40]。
  - 初回限定盤には、本編収録公演以外の各公演のMCダイジェストのほか、本ツアーの千秋楽終了後に催された企画映像「SUPERお疲れさまでした会in北海道」を収録[24][25][26][27]。
- 本作の完（CAN）全生産限定盤は、アルバム『SUPER EIGHT』のコンセプトを踏襲し、「SUPER CAN仕様」と題した映画のフィルム缶をイメージしたパッケージとなっている[24]。
- 本作と次作『超DOME TOUR 二十祭』の各通常盤に付属の『SUPER EIGHTアプリ』にシリアルコードを両方登録すると、2タイトル同時購入者特典として、スペシャル動画コンテンツ『SUPER EIGHTの"ブチ★I GOT IT集会"』が配信予定[41]。
- 本作の完（CAN）全生産限定盤または初回限定盤に付属の『SUPER EIGHTアプリ』のシリアルコードを登録すると、特典映像として、2024年6月に開催された自身の冠番組『EIGHT-JAM』（テレビ朝日系列）が主催した音楽フェスティバル『EIGHT-JAM FES』のライブ映像が配信された[42]。

#### 各形態概要
| 特典内容                                                  | 形態                  |
| --------------------------------------------------------- | --------------------- |
| 特典Blu-ray/DVD（詳細は「#完（CAN）全生産限定盤」を参照） | 完（CAN）全生産限定盤 |
| SUPER CAN仕様                                             | 完（CAN）全生産限定盤 |
| SUPER EIGHT MAN BADGE                                     | 完（CAN）全生産限定盤 |
| SUPER EIGHT Theme Book（8P）                              | 完（CAN）全生産限定盤 |
| 丸型デジパック                                            | 完（CAN）全生産限定盤 |
| LIVE Photoカード（カード式20枚・15×15cm）                 | 完（CAN）全生産限定盤 |
| 特典Blu-ray/DVD（詳細は「#初回限定盤」を参照）            | 初回限定盤            |
| デジパック 透明スリーブケース仕様                         | 初回限定盤            |
| LIVE Photo Book（52P）                                    | 初回限定盤            |
| ポスター型歌詞カード                                      | 全形態                |

## ツアーの経緯

### 2023年
- 9月9日、デビュー20周年記念ライブの前夜祭となる野外ライブ公演『KANJANI∞ 20FES 〜前夜祭〜』にて、次のツアーであるドームツアー[注 7]の開催と共に、2024年に本アリーナツアーを開催することが発表された[31][32][33]。

### 2024年
- 2月4日、「SUPER EIGHT」への改名と同時に、「2024年に開催予定」とされていた本ツアーが同年8月より開催されることが発表された[29][39][43][30]。
- 5月16日、11thアルバム『SUPER EIGHT』の発売の発表と同時に、本ツアーの正式なタイトルが『超アリーナツアー2024 SUPER EIGHT』であることや、本ツアーの詳細な開催日程・会場が発表された[1][2][3]。
- 7月9日、本ツアーのグッズのオンラインストアでの販売が開始された[44]。
- 7月15日、本ツアーのリハーサルを見学できるイベント『「今年もホンマにリハしかせぇへんで!」SUPER EIGHTリハーサル見学会』の開催が発表された[45]。
- 8月5日、本ツアーの会場即売の実施や即売購入者の特典が発表された[38]。
- 8月9日 - 11月3日、本ツアーが全国6か所、計16公演で開催された[1][2][3]。なお、後述の通り、静岡公演の2公演は台風の影響により中止となった[4][5][6]。
- 8月11日 - 11月3日、本ツアーのリハーサル見学会イベント『「今年もホンマにリハしかせぇへんで!」SUPER EIGHTリハーサル見学会』が開催された[45][注 8]。
- 8月29日、台風10号の影響により、同年8月31日・9月1日に開催を予定していた静岡・エコパアリーナの公演中止が発表された[4][5][6]。
- 11月3日、本ツアーの千秋楽である北海道・真駒内セキスイハイムアイスアリーナ公演にて、デビュー20周年記念ドームツアー『SUPER EIGHT 超DOME TOUR 二十祭』のロゴが発表された[35][36][37]。

### 2025年
- 2月4日
  - 本ツアーが23rdライブBlu-ray/DVD『超ARENA TOUR 2024 SUPER EIGHT』として発売されることが発表された[24][25][26][27]。
  - 本作の映像を使用した「Eighdays」のハイライトムービーが公開された[47]。
- 3月22日、本作のジャケット写真や特典映像の詳細などが公開され、特設サイト「SUPER EIGHT 20TH 特設ページ」が開設された[40]。
- 3月29日、本作の本編より「カカッテコーゼ」のライブ映像が前述の特設サイトにて公開された[48]。
- 3月29日 - 4月12日、本作に収録されている楽曲の中から、アンケートによる投票数の多かった楽曲1曲がYouTubeに先行公開される楽曲アンケート企画「超アリーナツアー2024 "EIGHTER's SUPER CHOICE"」が実施された[48][注 9]。
- 4月5日、本作の特典映像として収録されている音楽フェスティバル『ROCK IN JAPAN FESTIVAL 2024 in HITACHINAKA』より、「言ったじゃないか」のライブ映像が公開された[49]。
- 5月1日
  - 前述の楽曲アンケート企画「超アリーナツアー2024 "EIGHTER's SUPER CHOICE"」で第1位となった「HAPPY」のライブ映像が公開された[50]。
  - 本作と次作『超DOME TOUR 二十祭』の通常盤の同時購入特典が発表された[41]。
- 5月3日、本作の完（CAN）全生産限定盤および初回限定盤の『SUPER EIGHTアプリ』限定の特典映像の詳細が発表された[42]。
- 5月7日、本作のリリースを記念し、スマートフォンアプリ『Stationhead』にて、本ツアーのセットリストをプレイリスト[注 10]で聴きながら、リアルタイムでチャットに参加することができるオンラインのリスニングパーティーが開催された[51]。
- 5月13日 - 19日、本作の発売を記念し、全国7都市7店舗のタワーレコードにて、本ツアーでメンバーが着用した衣装の展示が開催された[52]。
- 5月14日、本ツアーのライブ映像やマルチアングル、MCダイジェスト、メイキング映像、企画映像、2024年9月14日に出演した野外音楽フェスティバル『ROCK IN JAPAN FESTIVAL 2024 in HITACHINAKA』の模様などを収録した23rdライブBlu-ray/DVD『超ARENA TOUR 2024 SUPER EIGHT』が発売された[24][25][26][27]。
- 5月14日 - 20日、本作の発売を記念し、東京・西武新宿駅前のユニカビジョンにて、本作の本編映像から「稲妻ブルース」と「ハライッパイ」のライブ映像と、本作発売当時の最新曲である「ブチ★I GOT IT」のミュージック・ビデオが放映された[53]。

## 公演日程
| 年     | 月   | 日   | 開演時間 | 会場                                         |
| ------ | ---- | ---- | -------- | -------------------------------------------- |
| 2024年 | 8月  | 9日  | 18:00    | Aichi Sky Expo Aホール（愛知県）             |
| 2024年 | 8月  | 10日 | 18:00    | Aichi Sky Expo Aホール（愛知県）             |
| 2024年 | 8月  | 11日 | 16:00    | Aichi Sky Expo Aホール（愛知県）             |
| 2024年 | 8月  | 23日 | 18:00    | 朱鷺メッセ（新潟県）                         |
| 2024年 | 8月  | 24日 | 18:00    | 朱鷺メッセ（新潟県）                         |
| 2024年 | 8月  | 25日 | 16:00    | 朱鷺メッセ（新潟県）                         |
| 2024年 | 8月  | 31日 | 18:00    | エコパアリーナ（静岡県）                     |
| 2024年 | 9月  | 1日  | 16:00    | エコパアリーナ（静岡県）                     |
| 2024年 | 10月 | 1日  | 18:00    | マリンメッセ福岡 A館（福岡県）               |
| 2024年 | 10月 | 2日  | 18:00    | マリンメッセ福岡 A館（福岡県）               |
| 2024年 | 10月 | 8日  | 18:00    | 横浜アリーナ（神奈川県）                     |
| 2024年 | 10月 | 9日  | 13:30    | 横浜アリーナ（神奈川県）                     |
| 2024年 | 10月 | 9日  | 18:00    | 横浜アリーナ（神奈川県）                     |
| 2024年 | 10月 | 10日 | 18:00    | 横浜アリーナ（神奈川県）                     |
| 2024年 | 10月 | 26日 | 18:00    | Asueアリーナ大阪（大阪府）                   |
| 2024年 | 10月 | 27日 | 16:00    | Asueアリーナ大阪（大阪府）                   |
| 2024年 | 11月 | 2日  | 18:00    | 真駒内セキスイハイムアイスアリーナ（北海道） |
| 2024年 | 11月 | 3日  | 16:00    | 真駒内セキスイハイムアイスアリーナ（北海道） |

### 台風10号の影響による公演中止
2024年8月31日・9月1日に開催を予定していた静岡・エコパアリーナ公演が、台風10号の影響により公演中止となった。
同年8月29日に、台風10号による公共交通機関への影響に加え、観客やスタッフの安全などを考慮した結果、「公演を安全に開催することが困難」として同公演の中止がSTARTO ENTERTAINMENTの公式サイトを通じて発表された。同日にラジオ番組『THE TRAD』（TOKYO FM）に副店長代理（代役パーソナリティ）として丸山、ゲストとして安田が生出演しており、番組中に本人の口から改めて上述の理由での公演中止が説明された。その際に丸山は「チャンスはいっぱい、まだあるから、あまり落ち込まずに」とファンに向けてメッセージを送った。
また、公演中止に伴い、同会場では本ツアーのグッズ販売や後述のツアーのリハーサル見学イベント『「今年もホンマにリハしかせぇへんで!」SUPER EIGHTリハーサル見学会』も中止となった。これに伴い、中止となったリハーサル見学会の静岡公演の当選者は、静岡公演以降に開催された各会場のリハーサル見学会に振替となった。

## 販売形態
- 発売日：2025年5月14日
  - 完（CAN）全生産限定盤（LCXA-5246~5248：3Blu-ray）
    - 5.1chサラウンド（本編映像、マルチアングルのみ）。
    - SUPER CAN仕様。
    - 丸型デジパック仕様。
    - 『SUPER EIGHT MAN BADGE』封入。
    - 『SUPER EIGHT Theme Book』（8P）封入。
    - 『LIVE Photoカード』（カード式20枚・15×15cm）封入。
    - 『ポスター型歌詞カード』封入。

  - 完（CAN）全生産限定盤（LCBA-5224~5226：3DVD）
    - SUPER CAN仕様。
    - 丸型デジパック仕様。
    - 『SUPER EIGHT MAN BADGE』封入。
    - 『SUPER EIGHT Theme Book』（8P）封入。
    - 『LIVE Photoカード』（カード式20枚・15×15cm）封入。
    - 『ポスター型歌詞カード』封入。

  - 初回限定盤（LCXA-5249~5251：3Blu-ray）
    - 5.1chサラウンド（本編映像、マルチアングルのみ）。
    - デジパック 透明スリーブケース仕様。
    - 『LIVE Photo Book』（52P）封入。
    - 『ポスター型歌詞カード』封入。

  - 初回限定盤（LCBA-5527~5530：4DVD）
    - デジパック 透明スリーブケース仕様。
    - 『LIVE Photo Book』（52P）封入。
    - 『ポスター型歌詞カード』封入。

  - 通常盤（LCXA-5252：Blu-ray）
    - 5.1chサラウンド。
    - 『ポスター型歌詞カード』封入。

  - 通常盤（LCBA-5531~5532：2DVD）
    - 『ポスター型歌詞カード』封入。

## チャート成績
- オリコンチャート
  - 2025年5月13日付の「オリコンデイリー DVDランキング」で初登場1位を獲得した[7]。
  - 2025年5月13日付の「オリコンデイリー Blu-rayランキング」で初登場1位を獲得した[8]。
  - 2025年5月13日付の「オリコンデイリー ミュージックDVDランキング」で初登場1位を獲得した[9]。
  - 初週112,055枚を売り上げ、2025年5月26日付の「オリコン週間 ミュージックDVD・Blu-rayランキング」で週間1位を獲得した[10][11]。
    - 14作連続、通算14作目のミュージックDVD・Blu-ray1位獲得、および映像3部門の同時1位獲得となった[10]。

  - 初週28,061枚を売り上げ、2025年5月26日付の「オリコン週間 DVDランキング」で週間1位を獲得した[10][12]。
  - 初週83,994枚を売り上げ、2025年5月26日付の「オリコン週間 Blu-rayランキング」で週間1位を獲得した[10][13]。
  - 初週28,061枚を売り上げ、2025年5月26日付の「オリコン週間 ミュージックDVDランキング」で週間1位を獲得した[14]。
  - 初週83,994枚を売り上げ、2025年5月26日付の「オリコン週間 ミュージックBlu-rayランキング」で週間1位を獲得した[15]。
  - 累計117,431枚を売り上げ、2025年度「オリコン上半期 ミュージックDVD・Blu-rayランキング」で上半期5位を獲得した[16]。
  - 累計29,852枚を売り上げ、2025年度「オリコン上半期 DVDランキング」で上半期6位を獲得した[17]
  - 累計87,579枚を売り上げ、2025年度「オリコン上半期 Blu-rayランキング」で上半期5位を獲得した[18]
- SoundScan Japan
  - 累計118,236枚を売り上げ、2025年5月度「音楽ビデオ・チャート」で月間1位を獲得した[19]。

## 収録内容

### 本編映像（セットリスト）
- 横浜アリーナ公演のセットリスト[24]。
- 千秋楽である2024年11月3日の北海道・真駒内セキスイハイムアイスアリーナ公演のみ、Wアンコールとして「ひとつのうた」が披露された[35][36][37]。
  - この模様は完（CAN）全生産限定盤の特典映像のメイキングに収録されている[24][25][26][27]。
- 通常盤のBlu-ray盤以外は、Disc 1にM-1~17、Disc 2にM-18以降を収録。
- 通常盤のBlu-ray盤は、Disc 1に全て収録。

1. Overture -SUPER∞THEME-
2. カカッテコーゼ
3. オオカミと彗星
4. 稲妻ブルース
5. アンスロポス
6. BOY '23
7. 未完成
8. 喝采
9. 群青の風
10. 生きてる僕ら
11. モンじゃい・ビート
12. オモイダマ（ブラスバンドver.）

〈MC〉
1. ハリケーンベイベ
2. HAPPY
3. 大再生
4. 渇いた花
5. 鍵
6. ブリュレ
7. ゴリゴリ
8. ハライッパイ
9. "超"勝手に仕上がれ
10. 音楽が聴こえている
11. Eighdays

〈アンコール〉
1. 乾杯!!節
2. ∞SAKAおばちゃんROCK
3. 無責任ヒーロー

〈エンドロール〉
- Eighdays SUPERemix

### 特典映像

#### 完（CAN）全生産限定盤
- Blu-ray盤は、マルチアングルをDisc 1・2、その他をDisc 3に収録。
- DVD盤は、「Behind the scenes」をDisc 2、マルチアングルと『ROCK IN JAPAN FESTIVAL 2024 in HITACHINAKA』のライブ映像をDisc 3に収録。

| #         | タイトル                                                   | 作詞   | 作曲・編曲 | 時間   |
| --------- | ---------------------------------------------------------- | ------ | ---------- | ------ |
| 1.        | 「マルチアングル」                                         |        |            | 106:35 |
| 2.        | 「Behind the scenes」                                      |        |            | 107:11 |
| 3.        | 「「ROCK IN JAPAN FESTIVAL 2024 in HITACHINAKA」LIVE映像」 |        |            | 43:27  |
| 合計時間: | 合計時間:                                                  | 257:13 |            |        |

| #         | タイトル             | 作詞   | 作曲・編曲 | 時間  |
| --------- | -------------------- | ------ | ---------- | ----- |
| 1.        | 「カカッテコーゼ」   |        |            | 17:40 |
| 2.        | 「アンスロポス」     |        |            | 12:50 |
| 3.        | 「ハリケーンベイベ」 |        |            | 17:40 |
| 4.        | 「HAPPY」            |        |            | 11:30 |
| 5.        | 「大再生」           |        |            | 12:55 |
| 6.        | 「ゴリゴリ」         |        |            | 13:15 |
| 7.        | 「Eighdays」         |        |            | 20:45 |
| 合計時間: | 合計時間:            | 106:35 |            |       |

| #         | タイトル               | 作詞  | 作曲・編曲 | 時間 |
| --------- | ---------------------- | ----- | ---------- | ---- |
| 1.        | 「High Spirits」       |       |            | 2:07 |
| 2.        | 「無責任ヒーロー」     |       |            | 3:19 |
| 3.        | 「言ったじゃないか」   |       |            | 3:20 |
| 4.        | 「ハライッパイ」       |       |            | 2:54 |
| 5.        | 「前向きスクリーム!」  |       |            | 3:04 |
| 6.        | 「T.W.L」              |       |            | 3:27 |
| 7.        | 「大阪ロマネスク」     |       |            | 3:32 |
| 8.        | 「ゴリゴリ」           |       |            | 2:37 |
| 9.        | 「ズッコケ男道」       |       |            | 3:33 |
| 10.       | 「"超"勝手に仕上がれ」 |       |            | 4:32 |
| 11.       | 「音楽が聴こえている」 |       |            | 4:15 |
| 合計時間: | 合計時間:              | 43:27 |            |      |

| #         | タイトル                     | 作詞  | 作曲・編曲 | 時間 |
| --------- | ---------------------------- | ----- | ---------- | ---- |
| 1.        | 「言ったじゃないか」(DAY1)   |       |            | 3:33 |
| 2.        | 「喝采」(DAY1)               |       |            | 2:27 |
| 3.        | 「生きてる僕ら」(DAY1)       |       |            | 3:48 |
| 4.        | 「マイホーム」(DAY1)         |       |            | 3:10 |
| 5.        | 「オモイダマ」(DAY2)         |       |            | 3:27 |
| 6.        | 「大再生」(DAY2)             |       |            | 2:35 |
| 7.        | 「High Spirits」(DAY3)       |       |            | 2:32 |
| 8.        | 「象」(DAY3)                 |       |            | 2:48 |
| 9.        | 「ズッコケ男道」(DAY3)       |       |            | 4:50 |
| 10.       | 「未完成」(DAY3)             |       |            | 2:55 |
| 11.       | 「愛でした。」(DAY3)         |       |            | 4:53 |
| 12.       | 「Baby Baby」(DAY3)          |       |            | 4:31 |
| 13.       | 「友よ」(DAY3)               |       |            | 4:54 |
| 14.       | 「T.W.L」(DAY3)              |       |            | 3:24 |
| 15.       | 「キミトミタイセカイ」(DAY3) |       |            | 4:38 |
| 16.       | 「ハライッパイ」(DAY3)       |       |            | 3:49 |
| 17.       | 「"超"勝手に仕上がれ」(DAY3) |       |            | 5:56 |
| 18.       | 「ここに」(DAY3)             |       |            | 6:05 |
| 19.       | 「NOROSHI」(DAY3)            |       |            | 3:30 |
| 合計時間: | 合計時間:                    | 84:52 |            |      |

#### 初回限定盤
- Blu-ray盤は、マルチアングルをDisc 1・2、「SUPERお疲れさまでした会in北海道」をDisc 2、「MCダイジェスト」をDisc 3に収録。
- DVD盤は、「SUPERお疲れさまでした会in北海道」をDisc 2、マルチアングルをDisc 3、「MCダイジェスト」をDisc 4に収録。

| #         | タイトル                                                 | 作詞   | 作曲・編曲 | 時間   |
| --------- | -------------------------------------------------------- | ------ | ---------- | ------ |
| 1.        | 「マルチアングル」                                       |        |            | 106:35 |
| 2.        | 「SUPERお疲れさまでした会in北海道」                      |        |            | 29:11  |
| 3.        | 「MCダイジェスト」(愛知・新潟・福岡・横浜・大阪・北海道) |        |            | 150:11 |
| 合計時間: | 合計時間:                                                | 285:57 |            |        |

| #         | タイトル             | 作詞   | 作曲・編曲 |
| --------- | -------------------- | ------ | ---------- |
| 1.        | 「カカッテコーゼ」   |        |            |
| 2.        | 「アンスロポス」     |        |            |
| 3.        | 「ハリケーンベイベ」 |        |            |
| 4.        | 「HAPPY」            |        |            |
| 5.        | 「大再生」           |        |            |
| 6.        | 「ゴリゴリ」         |        |            |
| 7.        | 「Eighdays」         |        |            |
| 合計時間: | 合計時間:            | 106:35 |            |

| #         | タイトル                     | 作詞  | 作曲・編曲 |
| --------- | ---------------------------- | ----- | ---------- |
| 1.        | 「言ったじゃないか」(DAY1)   |       |            |
| 2.        | 「喝采」(DAY1)               |       |            |
| 3.        | 「生きてる僕ら」(DAY1)       |       |            |
| 4.        | 「マイホーム」(DAY1)         |       |            |
| 5.        | 「オモイダマ」(DAY2)         |       |            |
| 6.        | 「大再生」(DAY2)             |       |            |
| 7.        | 「High Spirits」(DAY3)       |       |            |
| 8.        | 「象」(DAY3)                 |       |            |
| 9.        | 「ズッコケ男道」(DAY3)       |       |            |
| 10.       | 「未完成」(DAY3)             |       |            |
| 11.       | 「愛でした。」(DAY3)         |       |            |
| 12.       | 「Baby Baby」(DAY3)          |       |            |
| 13.       | 「友よ」(DAY3)               |       |            |
| 14.       | 「T.W.L」(DAY3)              |       |            |
| 15.       | 「キミトミタイセカイ」(DAY3) |       |            |
| 16.       | 「ハライッパイ」(DAY3)       |       |            |
| 17.       | 「"超"勝手に仕上がれ」(DAY3) |       |            |
| 18.       | 「ここに」(DAY3)             |       |            |
| 19.       | 「NOROSHI」(DAY3)            |       |            |
| 合計時間: | 合計時間:                    | 84:52 |            |

#### 通常盤
- 本作と次作『超DOME TOUR 二十祭』の同時購入特典[41]。

| #  | タイトル                             | 作詞 | 作曲・編曲 |
| -- | ------------------------------------ | ---- | ---------- |
| 1. | 「SUPER EIGHTの"ブチ★I GOT IT集会"」 |      |            |

## 演出

### 世界観・セットリスト
本ツアーのセットリストは、ライブに先立って発売されたアルバム『SUPER EIGHT』の収録曲を中心に構成されており、アルバムのテーマが「1000年後の未来から来たSUPER HERO」であるため、ライブの中にこの世界観が踏襲され、多数の炎が上がる特撮作品を彷彿とさせるような演出や、随所に未来を感じさせるような演出となっている。また、ライブは近未来を思わせるオープニングムービーから始まり、その5人が現代に降臨したかのような演出となっている。
本ツアーでは、各メンバーのマネージャーがそれぞれ自発的に演出のアイデアを出しており、それをたたき台にして村上と安田が中心となって骨組みを考え、全員で肉付けしながらアルバムを中心とした内容を考えたという。なお、20周年に行うツアーということもあり、リモートではなく実際にメンバー全員で会ってライブの演出を話し合っているという。

### セット・衣装
メインステージ上部のライトは、旧グループ名の一部でもある「∞（エイト）」マークに設置されており、開演時間になると順に5色のメンバーカラーに灯る演出となっている。
「カカッテコーゼ」から「稲妻ブルース」まではアルバム『SUPER EIGHT』のアーティスト写真や「カカッテコーゼ」ミュージック・ビデオでも印象的なヒーローのような赤い衣装、「アンスロポス」からのバンドスタイルでは白いTシャツやデニムなどのカジュアルな衣装、後半の「ハリケーンベイベ」からはレーザー照明によって会場を照らされて炎が上がる中、セクシーでアダルトなムードで青を基調とした衣装、再び「ブリュレ」からのバンドスタイルでは「SUPER EIGHT」と書かれたロックTシャツを着用した。
「オオカミと彗星」はセンターステージで披露され、迫り上がって回転するセットが用いられた。

### 楽曲
映像によるカウントダウンと共に「Overture -SUPER∞THEME-」が流れ出し、暗転した会場に赤いレーザーが飛び交う中、メインステージにメンバーが迫り上がり、「カカッテコーゼ」から本編が始まった。
本ツアーでは、直近のライブでは前半または後半に集約されることの多かったバンドスタイルが、MCを跨いだ前半と後半の2回に分け、計11曲披露された。
前半のバンドスタイルでは、「アンスロポス」から始まり、「未完成」や「喝采」といったシングル曲、アルバム『SUPER EIGHT』に収録された初披露曲「群青の風」、さらにライブの定番曲である「BOY '23」「生きてる僕ら」といった、計6曲を披露した。
「BOY '23」では安田と横山がギターでセッションを行った。
「群青の風」では巨大スクリーンに夕暮れから青空に変化するノスタルジックな映像が投影された。
「ハリケーンベイベ」ではエア・ギターの振りや、目まぐるしく変わるフォーメーション、途中に入る
シンメトリーのダンスなどを披露した。
後半のバンドスタイルでは、15年前にリリースされた楽曲「ブリュレ」「ゴリゴリ」や、ライブの定番曲である「ハライッパイ」「"超"勝手に仕上がれ」、さらにアルバム『SUPER EIGHT』に収録された初披露曲「音楽が聴こえている」といった、計5曲を披露した。
「ブリュレ」は、これまでのライブではダンス曲として人気が高く、2013年から2014年にかけて開催されたライブツアー『関ジャニ∞ LIVE TOUR JUKE BOX』以来のバンドスタイルとなった。
「ハライッパイ」では、大倉の父が飲食チェーン店『鳥貴族』（略称：トリキ）の社長であることから、大倉が「焼き鳥いっしょにいきますか」の部分の歌詞を「トリキ」に変更して歌唱した。
2024年10月10日の横浜アリーナ公演の「"超"勝手に仕上がれ」では、安田が曲の終わりを惜しむように「丸ちゃんのソロからもう1回やってよろしいですか！」と呼びかけ、丸山のベースから再びコール&レスポンスが繰り返された。これは、安田が演奏しながらメンバーの背中を見ていた際に、ふと「メンバーってカッコいいな」「終わりたくない！」と思い、突発的に行ったことだという。安田は指の怪我のことでメンバーやファンに心配や迷惑をかけたと感じていたことから、ギターが弾けるようになった後半の公演ではその謝罪と感謝の気持ちがあったといい、さらに安田がツアーの最中に39歳から40歳になったことから「今が一番元気やから好きに暴れ散らかしても良いんや」と吹っ切れたという。
「音楽が聴こえている」では、始まる前に安田が「一旦ペンライトを置いて、熱い想いを言葉にして、歌にして届けてくれますか？」「せっかくペンライトを置いたんやし、一緒にクラップから始めてくれませんか？」とファンに声出しとクラップを呼びかけ、観客のクラップから楽曲が始まった。「そうさ未来は 僕らのものだ」の部分の歌詞を「そうさ未来は eighterとEIGHTのものだ」に変更して歌唱した。
アンコールでは、スタンド席に設置されたトロッコで登場し、客席と近い距離で「乾杯!!節」や「∞SAKAおばちゃんROCK」、「無責任ヒーロー」といった一体感とキャッチーな振り付けで楽しめる楽曲をメドレーで披露した。
さらに、千秋楽である2024年11月3日の北海道・真駒内セキスイハイムアイスアリーナ公演のみ、Wアンコールとして「ひとつのうた」を披露した。同曲の披露は横山の案であり、Wアンコールで何を披露するのかをメンバーで出し合っている中で、横山が提案した「ひとつのうた」が採用されたという。横山は様々な楽曲の候補が出た中で、同曲を歌っている光景が「アンコールの印象」として強かったため選曲したという。また、同曲の前に歌唱した曲が「無責任ヒーロー」であったため、横山が「シングル（表題曲）じゃない曲で特別感を出せるもの」と考えた時に思いついた楽曲が「ひとつのうた」だったという。

### 学生との吹奏楽コラボ
本ツアーでは、10年前に『熱闘甲子園』（ABCテレビ・テレビ朝日系列）のテーマソングとして起用された「オモイダマ」を、各会場で地元の学生たちとブラスバンドバージョンでコラボレーションを行った。
このコラボレーションの模様は、各地域で放送されている情報番組にて密着企画として放送された。
なお、台風の影響により中止となった静岡公演でコラボ予定だった東海大学付属静岡翔洋高等学校とは、同年11月30日に放送された『ベストアーティスト2024』（日本テレビ系列）にて同じく「オモイダマ」でのコラボが披露された。
| 県       | 開催日程        | 学校                         | 放送番組                                   | 会場                               |
| -------- | --------------- | ---------------------------- | ------------------------------------------ | ---------------------------------- |
| 愛知県   | 8月9日 - 11日   | 名古屋市立神丘中学校         | ドデスカ!（メ〜テレ）                      | Aichi Sky Expo                     |
| 新潟県   | 8月23日 - 25日  | 東京学館新潟高等学校         | スマイルスタジアムNST（NST新潟総合テレビ） | 朱鷺メッセ                         |
| 静岡県   | 8月31日・9月1日 | 東海大学付属静岡翔洋高等学校 | まるごと（静岡第一テレビ）                 | エコパアリーナ                     |
| 福岡県   | 10月1日・2日    | S☆OB's（精華女子高等学校）   | アサデス。（九州朝日放送）                 | マリンメッセ福岡                   |
| 神奈川県 | 10月8日 - 10日  | 駒澤大学高等学校             | ZIP!（日本テレビ）                         | 横浜アリーナ                       |
| 大阪府   | 10月26日・27日  | 近畿大学附属高等学校         | newsおかえり（朝日放送テレビ）             | Asueアリーナ大阪                   |
| 北海道   | 11月2日・3日    | 駒澤大学附属苫小牧高等学校   | イチモニ!（北海道テレビ）                  | 真駒内セキスイハイムアイスアリーナ |

### 安田の指の怪我とギター演奏
安田は右手中指の手術の影響により、本ツアーの新潟・朱鷺メッセ公演（2024年8月23日 - 25日）までは指に固定器具をつけている状態でギターが弾けない状況だったため、ギター演奏はせずにボーカルのみで参加していた。
その後、中止公演やフェスやイベントの出演を挟み、本ツアーでは福岡・マリンメッセ福岡（2024年10月1日・2日）よりギター演奏を再開した。

### MC
2024年10月10日の神奈川・横浜アリーナ公演のMCでは、かつて安田と丸山が披露していた漫才ユニット・山田の話題になり、当時のオリジナルネタ「扇風機」をアドリブを交えつつ再現した。

## グッズ
※出典を参照。
| グッズタイトル                             | 価格      |
| ------------------------------------------ | --------- |
| ジャンボうちわ（個人5種）                  | 各800円   |
| クリアファイル（集合1種・個人5種）         | 各600円   |
| オリジナルフォトセット（混合1種・個人5種） | 各900円   |
| オリジナルペンライト                       | 3,500円   |
| バッグ                                     | 4,000円   |
| Tシャツ（2種）                             | 各4,000円 |
| スポーツタオル                             | 2,500円   |
| ショルダーポーチ                           | 3,500円   |
| ボディシール                               | 900円     |
| 会報ファイル                               | 1,500円   |
| ちびぬい着せ替え（2種）                    | 各2,500円 |

- 会場販売とオンラインストア販売が共に実施され、オンラインストアの注文受付は2回に分けて行われた[86][87]。
- オンラインストア注文受付期間[86][87]。
  - 1次受付：2024年7月9日 - 7月15日
  - 2次受付：同年11月3日 - 11月7日
- 「オリジナルペンライト」は製造上の都合により、同年8月9日の愛知・Aichi Sky Expo公演の会場販売より販売開始となり、オンラインストアでは全公演終了後の販売となった[86][87]。
  - なお、当日は整理券不要の「オリジナルペンライト専用レーン」が設置された[86][87]。
- 台風10号の影響による同年8月31日・9月1日の静岡・エコパアリーナ公演の中止に伴い、同会場でのグッズ販売も中止となった[4][5]。

## リハーサル見学会
『「今年もホンマにリハしかせぇへんで!」SUPER EIGHTリハーサル見学会』（ことしもホンマにリハしかせぇへんで スーパーエイト リハーサルけんがくかい）は、2024年8月11日から11月3日にかけて開催された、本項アリーナツアーのリハーサル見学会イベント。

### 概要（リハーサル見学会）
- 本イベントは、前回のライブツアー『関ジャニ∞ ドームLIVE 18祭』でも開催された『関ジャニ∞リハーサル見学会 〜ホンマにリハしかせぇへんよ!〜』と同様に、本項アリーナツアーの各会場のリハーサルを見学出来るイベントである[45]。
- 本イベントには、11thアルバム『SUPER EIGHT』に封入された、『SUPER EIGHTアプリ』のシリアルコードを使用して専用サイトで応募すると、各会場88名、計616名が抽選で招待される仕様となっている[45]。
  - 初回限定「SUPER」盤または初回限定「HERO」盤のどちらか1枚と、通常盤の1枚、計2枚一口で応募可能である[45]。
- 本イベントの模様の一部は、応募者限定の参加賞として2024年11月4日から12月6日にかけて同アプリにて配信された[45][88][注 26]。
  - なお、本イベントには参加せず、配信のみの視聴を希望することも選択可能である[45]。
- 応募期間・当選発表は以下の通り[45]。
  - 愛知公演のみ。
    - 応募期間：2024年7月30日 - 8月4日
    - 当選発表：同年8月7日

  - 愛知公演以外の6公演。
    - 応募期間：2024年7月30日 - 8月2日
    - 当選発表：同年8月19日
- 2024年8月31日・9月1日に開催を予定していた静岡・エコパアリーナ公演が、台風10号の影響により公演中止となったことに伴い、9月1日に同会場で開催予定だった本イベントも中止となった[4][5][6]。
  - その後、中止となった静岡公演の当選者は、静岡公演以降に開催された各会場の本イベントに振替となった[46]。

### 開催日程（リハーサル見学会）
※スケジュールの都合上、全て本項アリーナツアーの最終日のみの開催。
| 年     | 日程     | 会場                                         |
| ------ | -------- | -------------------------------------------- |
| 2024年 | 8月11日  | Aichi Sky Expo Aホール（愛知県）             |
| 2024年 | 8月25日  | 朱鷺メッセ（新潟県）                         |
| 2024年 | 9月1日   | エコパアリーナ（静岡県）                     |
| 2024年 | 10月2日  | マリンメッセ福岡 A館（福岡県）               |
| 2024年 | 10月10日 | 横浜アリーナ（神奈川県）                     |
| 2024年 | 10月27日 | Asueアリーナ大阪（大阪府）                   |
| 2024年 | 11月3日  | 真駒内セキスイハイムアイスアリーナ（北海道） |